# Веспрем
Ве́спрем, также Вайссбрунн (венг. Veszprém, нем. Weißbrunn), Ве́сприм (Вейсебрунн) — один из старейших городов Венгрии, административный центр медье Веспрем. 
Численность населения на 1 января 2014 года — 60 788 чел.

## География и транспорт
Город расположен по обе стороны от реки Шед примерно в 110 километрах к юго-западу от Будапешта и в 15 километрах от побережья озера Балатон. Веспрем связан автомобильными магистралями с Будапештом, Секешфехерваром, Дьёром и окрестными городами. Через город проходит железная дорога Секешфехервар — Веспрем — Сомбатхей. Время в пути на поезде до Будапешта — около 2 часов.

## История

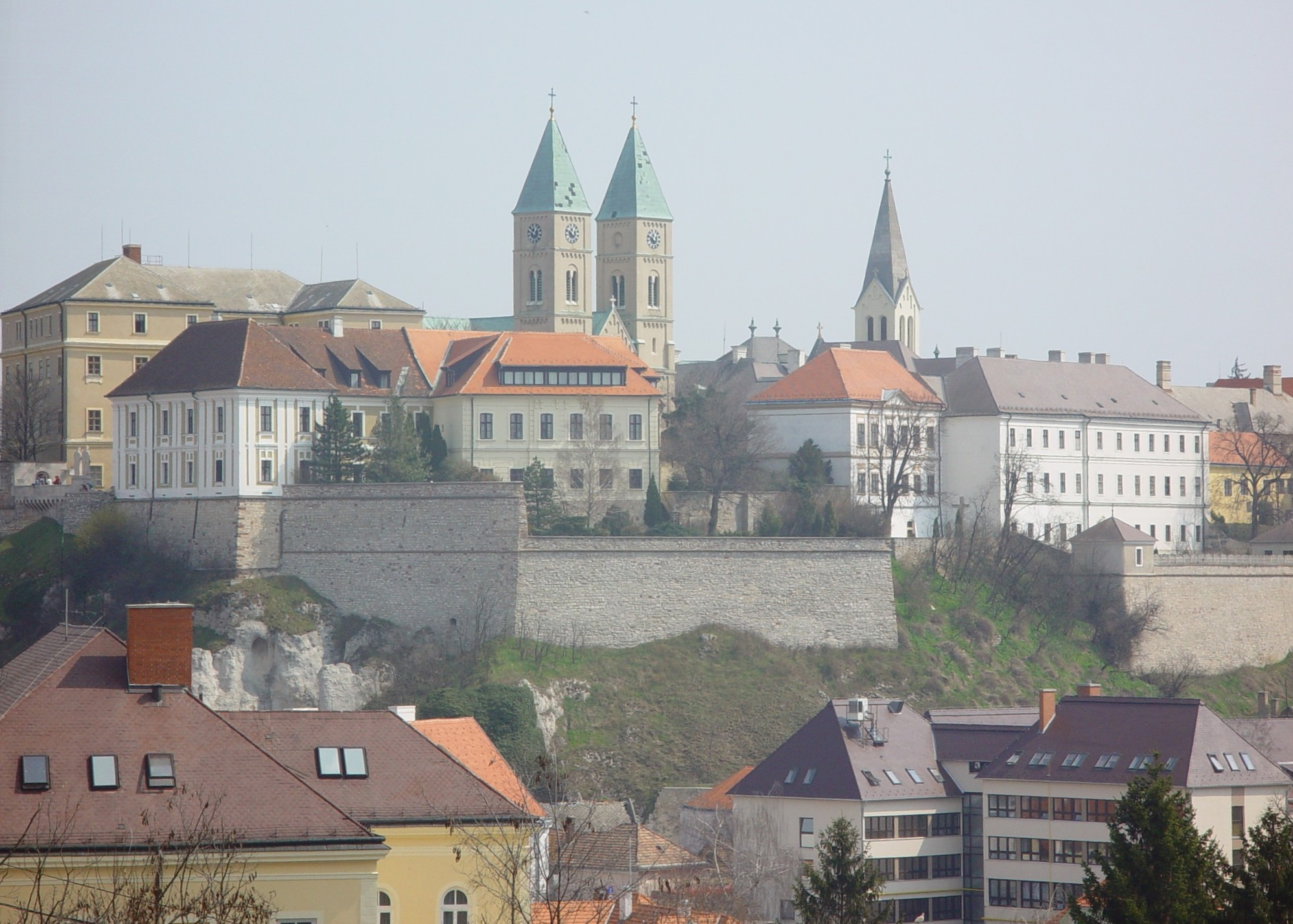
Веспрем. Старый город

Веспрем — один из древнейших городов Венгрии. Он был основан во времена правления короля Иштвана Святого, однако по сообщениям летописца короля Белы III на скале, где была построена Веспремская крепость, уже был замок, когда венгры пришли в этот регион. Вероятно, это было укрепление франков, воздвигнутое в эпоху Карла Великого. Веспрем стал одной из первых епископских кафедр Венгрии, кафедра основана в 1009 году. Веспремским епископам издавна принадлежала привилегия короновать венгерских королев, из-за чего Веспрем называли «городом королев». Из рук епископов Веспрема получили корону все королевы Венгрии, начиная с Гизелы, супруги Иштвана Святого, до Циты Бурбон-Пармской, последней королевы Венгрии, супруги Карла I Габсбурга. В 1001 году в городе был построен собор святого Михаила, впоследствии неоднократно перестроенный.

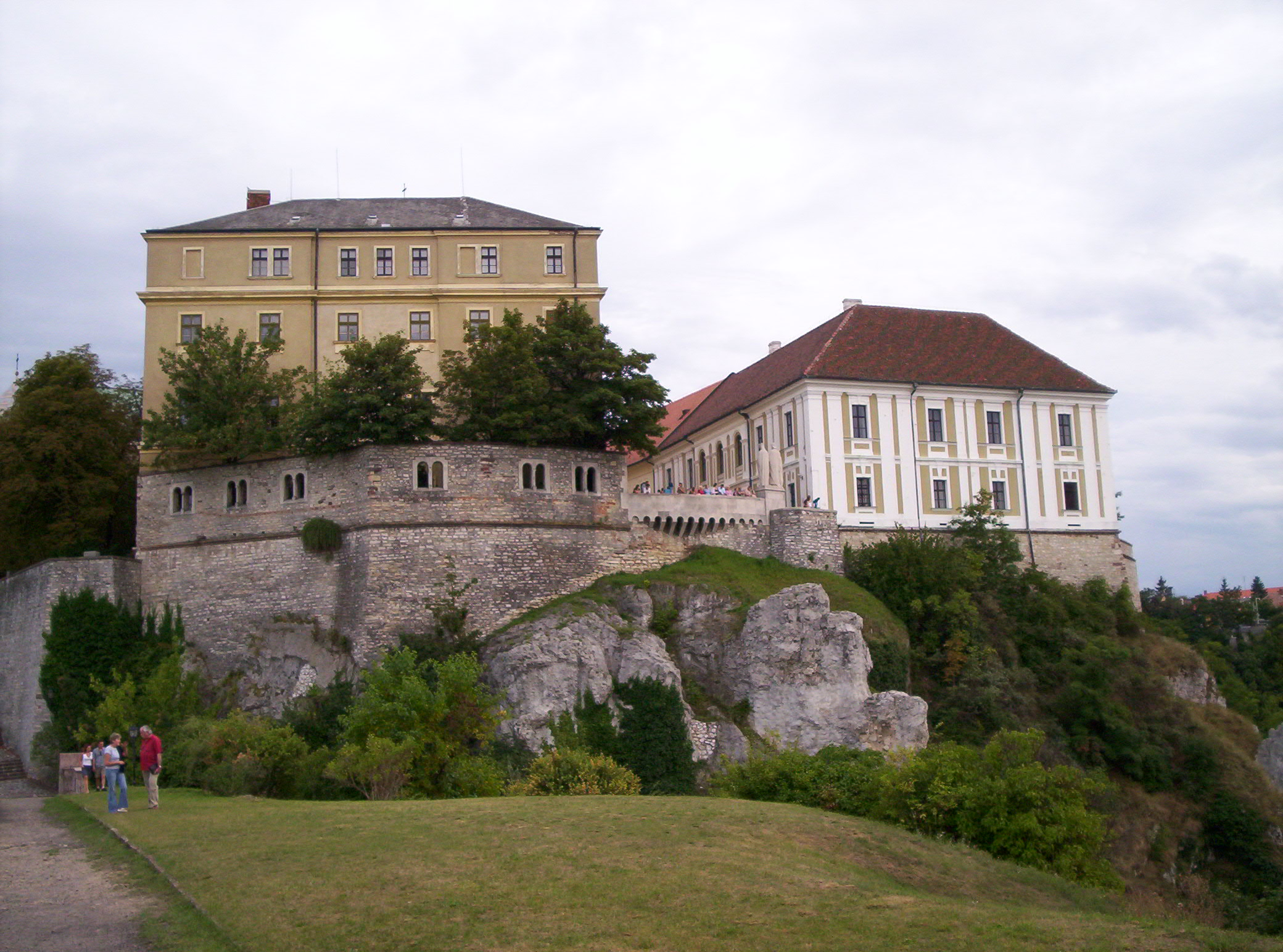
Вид на крепостной холм с холма св. Бенедикта

К XIII веку Веспремская крепость превратилась в хорошо укреплённую твердыню на крутом и скалистом холме с мощными стенами. В 1241 году монгольское войско не смогло её взять и отступило от города. В 1552 году Веспрем был захвачен турками, однако они были быстро изгнаны, благодаря чему в городе сохранилось больше средневековых памятников, чем во многих других венгерских городах.
Рост города привёл к тому, что он занял большую территорию, распространившись на окрестные холмы. Считается, что холмов, на которых расположен город, семь, как в Риме:
- Крепостной (Várhegy),
- Иерусалимский (Jeruzsálem-hegy),
- Пастуший (Gulyadomb),
- Кладбищенский (Temetőhegy),
- Черхат (Cserhát),
- Кальвария (Kálvária-domb) и
- Бенедиктинский (Benedek-hegy).

В 1706 году стены крепости были разрушены австрийскими солдатами.

## Достопримечательности
Главные достопримечательности Веспрема сосредоточены на Крепостном холме, в наиболее древней части города. Среди них:

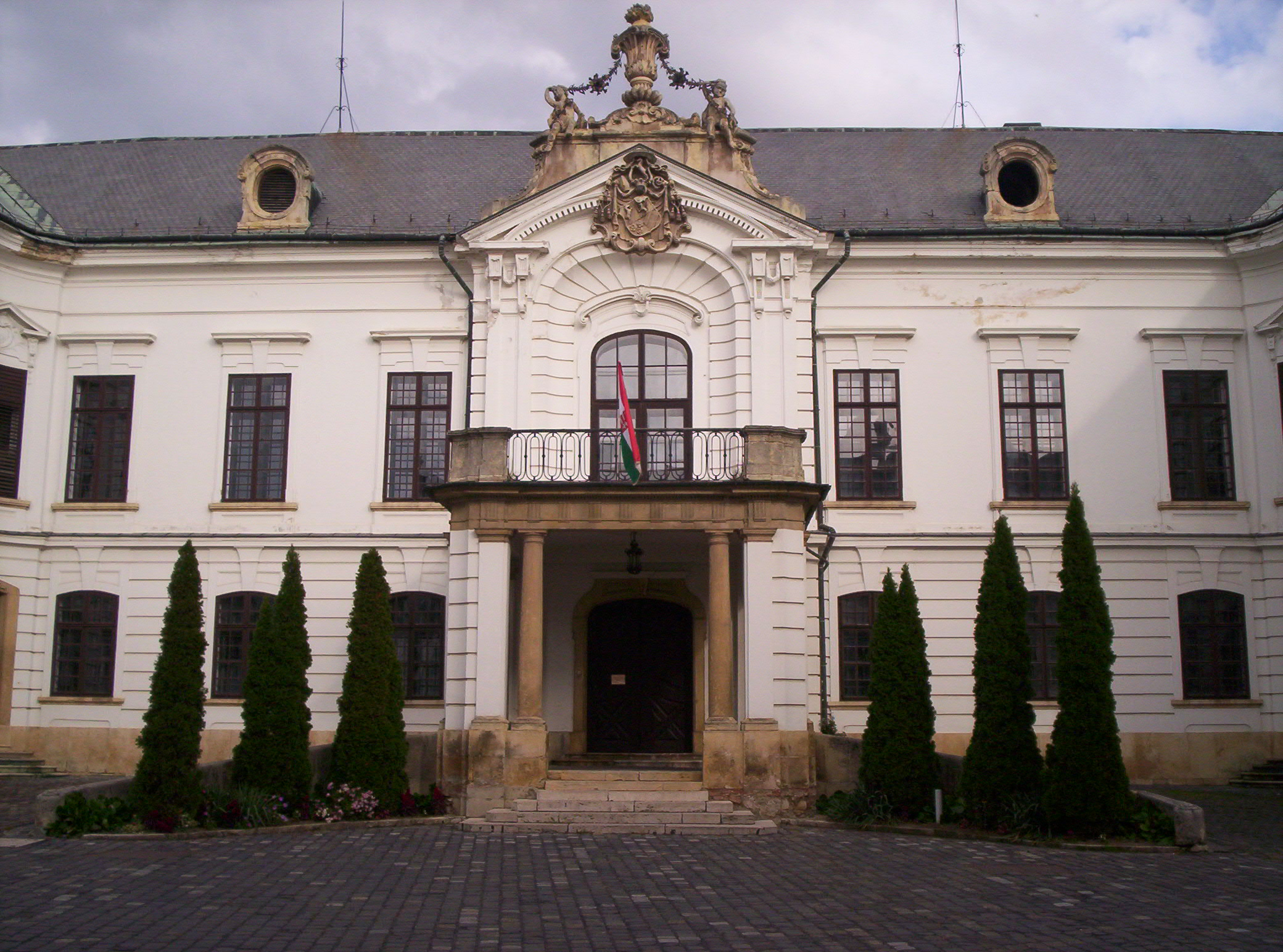
Епископский дворец

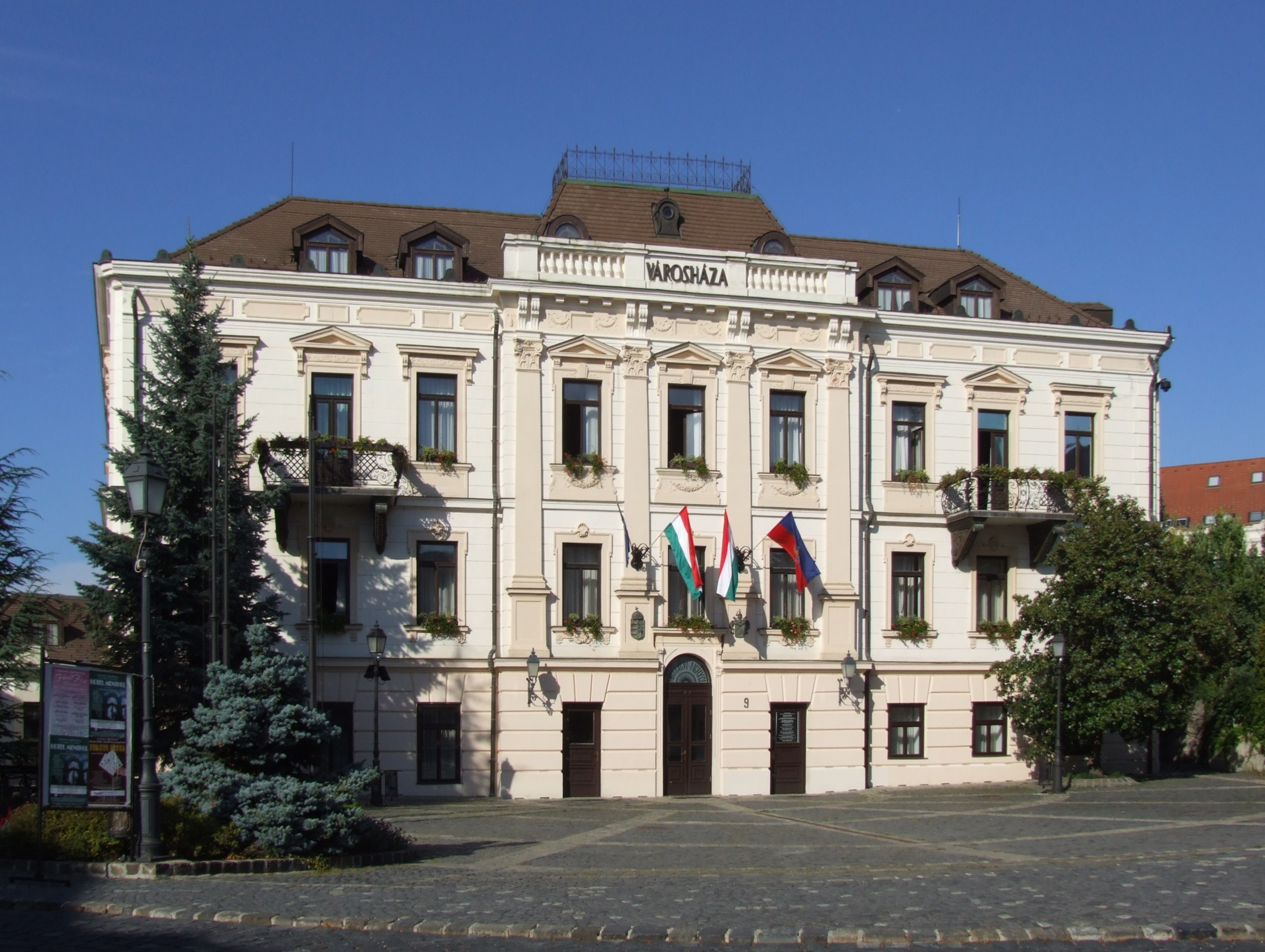
Ратуша

- Епископский дворец — находится в центре Старого города на площади Св. Троицы. Построен в стиле барокко в конце 70-х годов XVIII века.
- Собор св. Михаила. Первый собор на этом месте был построен в 1001 году в романском стиле, впоследствии многократно перестраивался. Нынешний вид собор принял после очередной перестройки в 1910 году. От первоначального древнего храма сохранились лишь алтарь и крипта. С северной стороны к собору примыкают остатки древней часовни св. Георгия, IX века.
- Часовня Гизеллы. Небольшая, весьма древняя часовня расположена между Епископским дворцом и соседним Домом ректора. Несмотря на то, что нет никаких достоверных источников о связи часовни с именем знаменитой королевы, не вызывает сомнений, что она была создана в ранний период правления Арпадов, скорее всего в XI веке.
- Памятник Иштвану и Гизелле. Памятник установлен в 1938 году в необычном месте, над обрывом крепостного холма. От памятника открывается великолепный вид на окрестности.
- Монастырь пиаров. Построен в XVIII веке орденом пиаров.
- Ворота Героев. Построены в 1936 на месте средневековых ворот. Архитектура ворот неороманская, несмотря на современное происхождение, ворота хорошо вписались в ансамбль старинных зданий вокруг них.
- Пожарная башня. Башня построена в XV веке, как сторожевая. В 1810 году сильно пострадала от землетрясения. Первоначально было решено её разобрать, однако затем она была перестроена в пожарную каланчу и ещё долго служила в этом качестве.
- Ансамбль площади Оварош тер. Площадь Оварош тер, расположенная у подножия крепостного холма, окружена красивыми барочными особняками, среди которых выделяются ратуша и дом семейства Поза.
- Театр Петёфи. Здание театра в красивом парке рядом с крепостным холмом построено в 1908 году в стиле модерн. Назван в честь великого венгерского поэта Шандора Петёфи, которому установлен памятник около входа в театр.

## Население
| 2013   | 2014    | 2021    | 2022    | 2023    | 2024    |
| ------ | ------- | ------- | ------- | ------- | ------- |
| 60 876 | ↘60 788 | ↘58 153 | ↘55 910 | ↗56 777 | ↘56 029 |

## Известные уроженцы, жители
Овари, Леопольд (1833-1919) — венгерский историк и архивист, член Венгерской академии наук.

## Города-побратимы
- Ботроп, Германия (1987)
- Жамберк, Чехия
- Зенфтенберг, Германия
- /  Нитра, Словакия / Королевство Венгрия
- Оттиньи-Лувен-ла-Нёв, Бельгия
- Пассау, Германия
- Рованиеми, Финляндия
- Тарнув, Польша (22 марта 2001)[11]
- Тират-Кармель, Израиль
- Трептов-Кёпеник, Германия
- Фрезаграндинария, Италия
- Хасково, Болгария

## Галерея

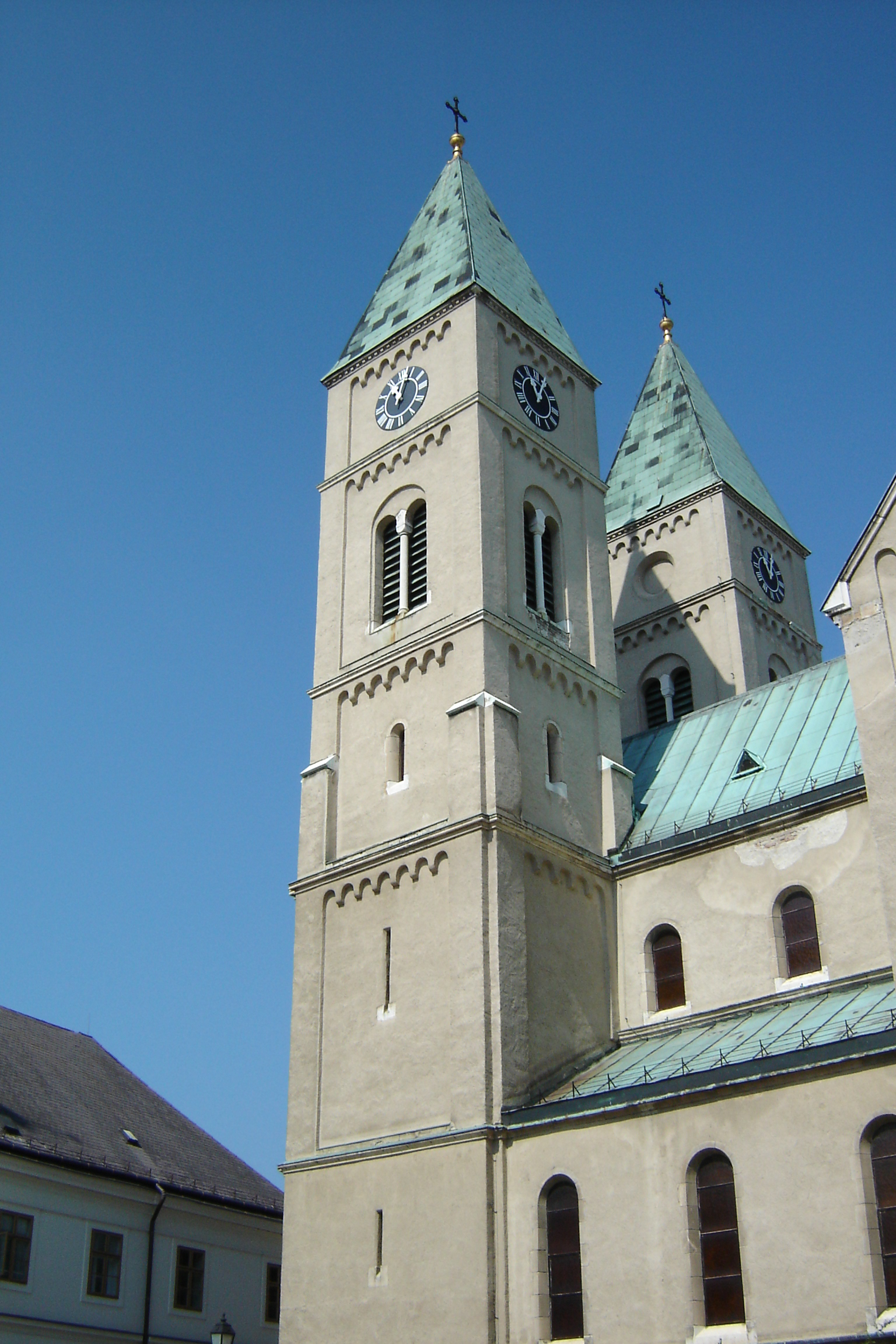
Собор св. Михаила
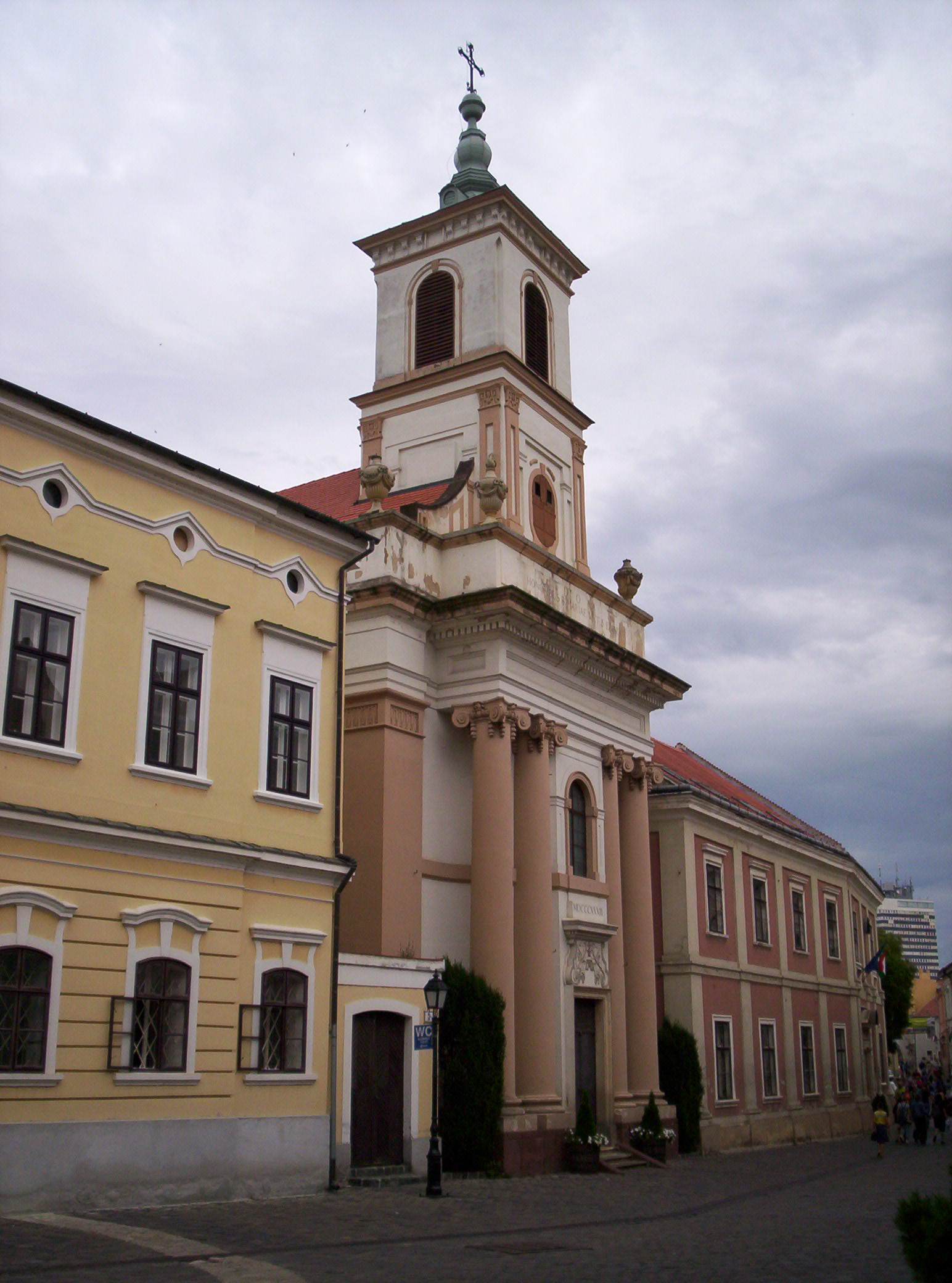
Церковь и монастырь пиаров
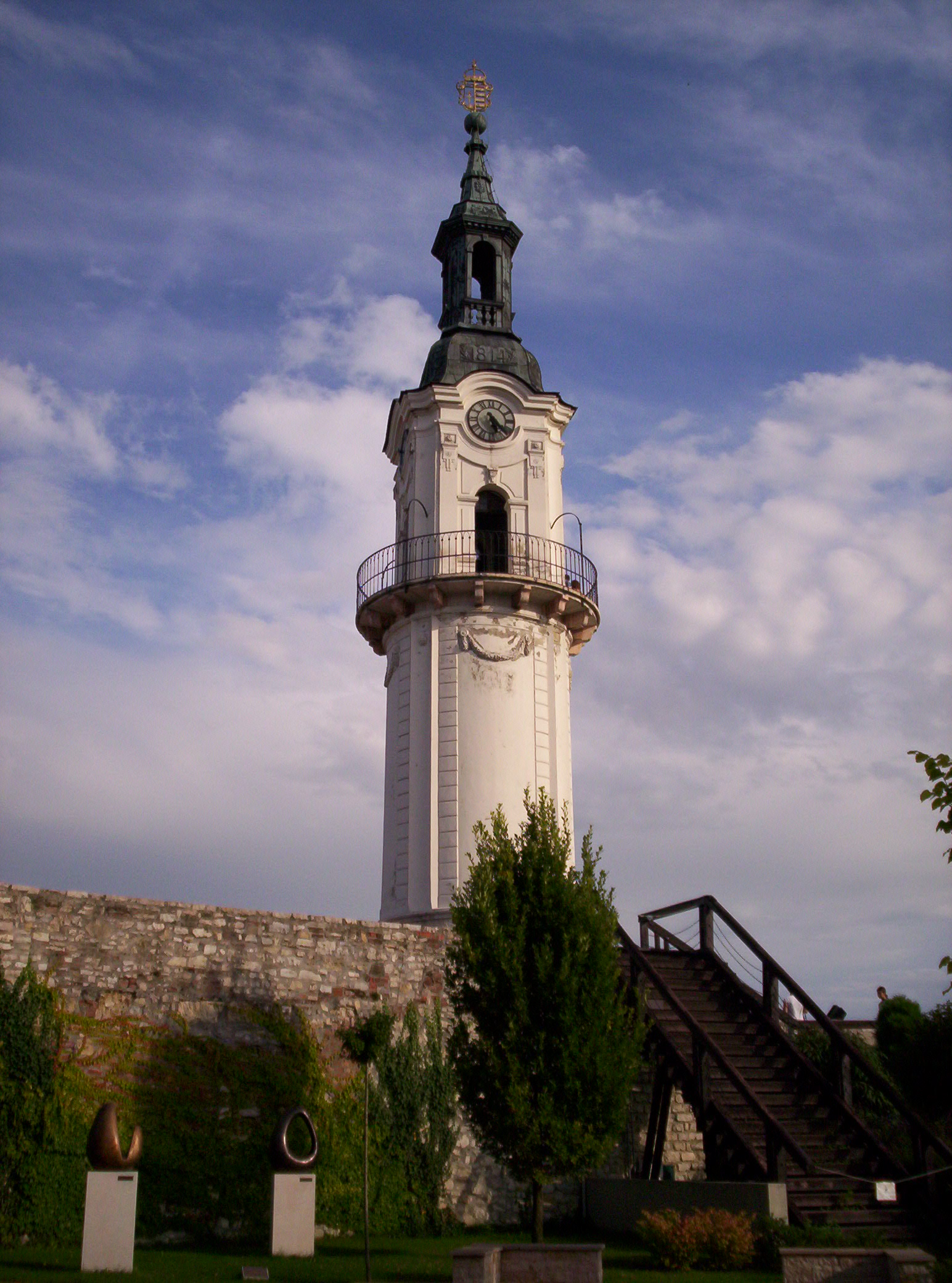
Пожарная башня
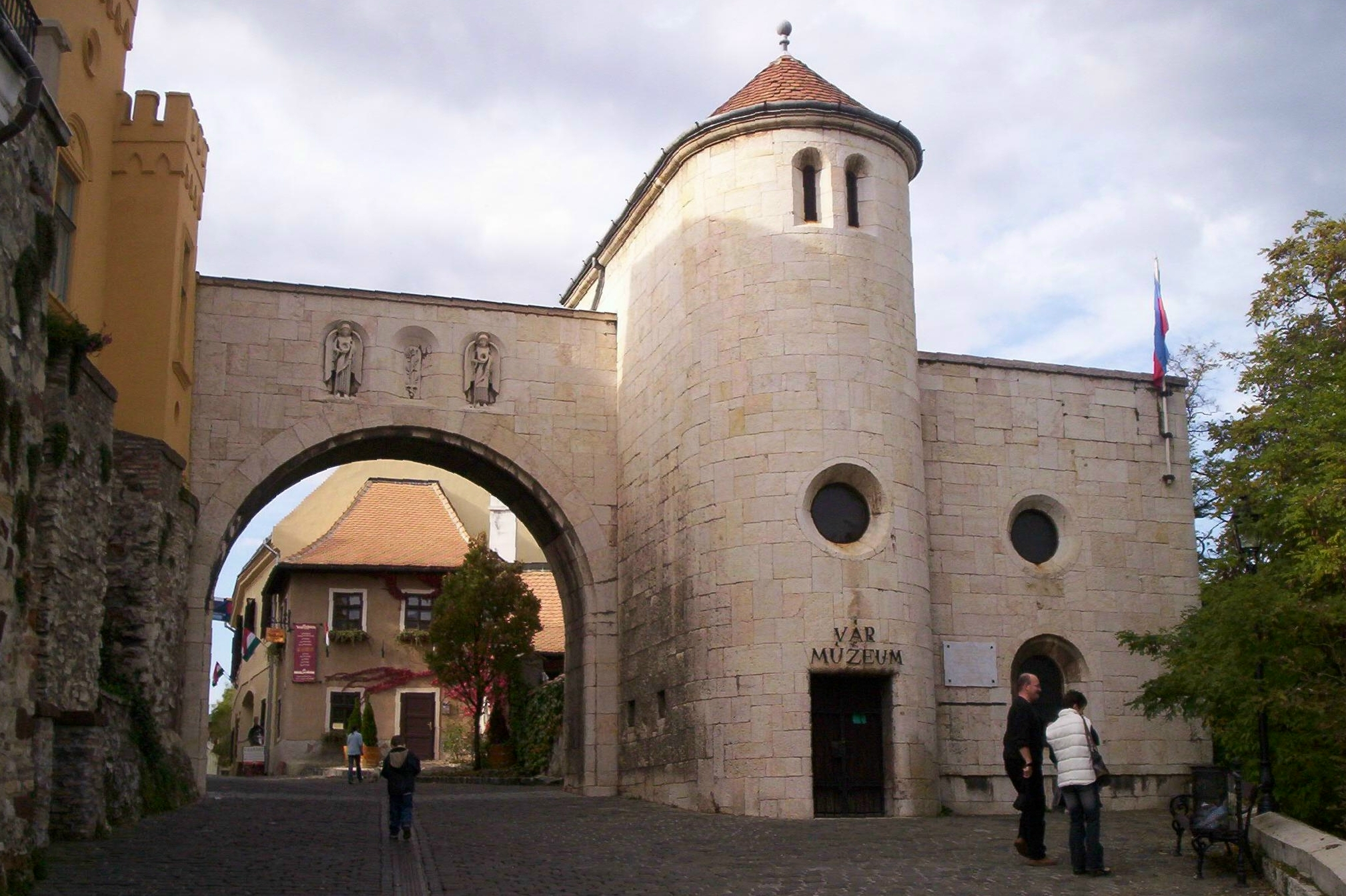
Ворота героев
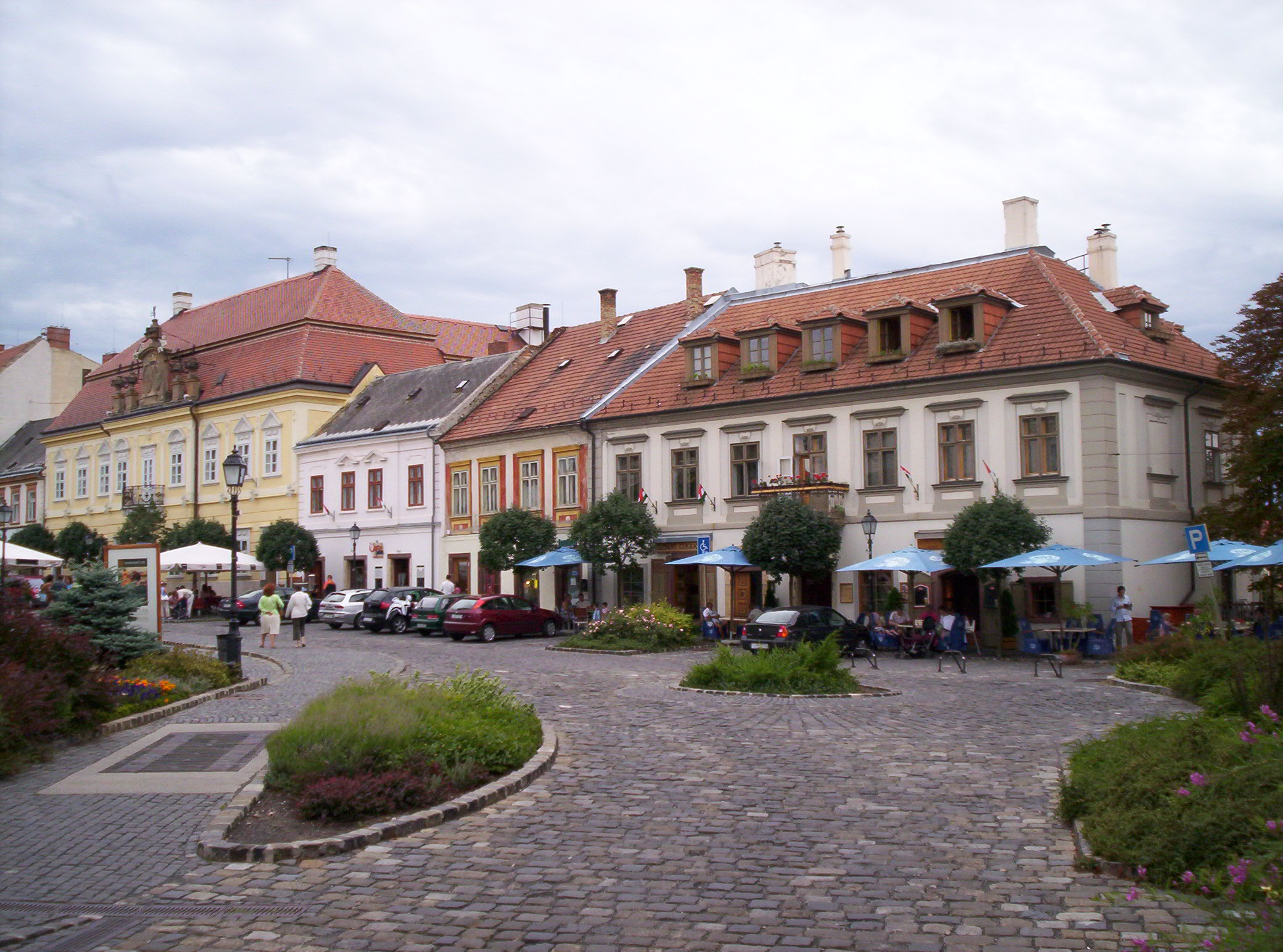
Площадь Оварош тер
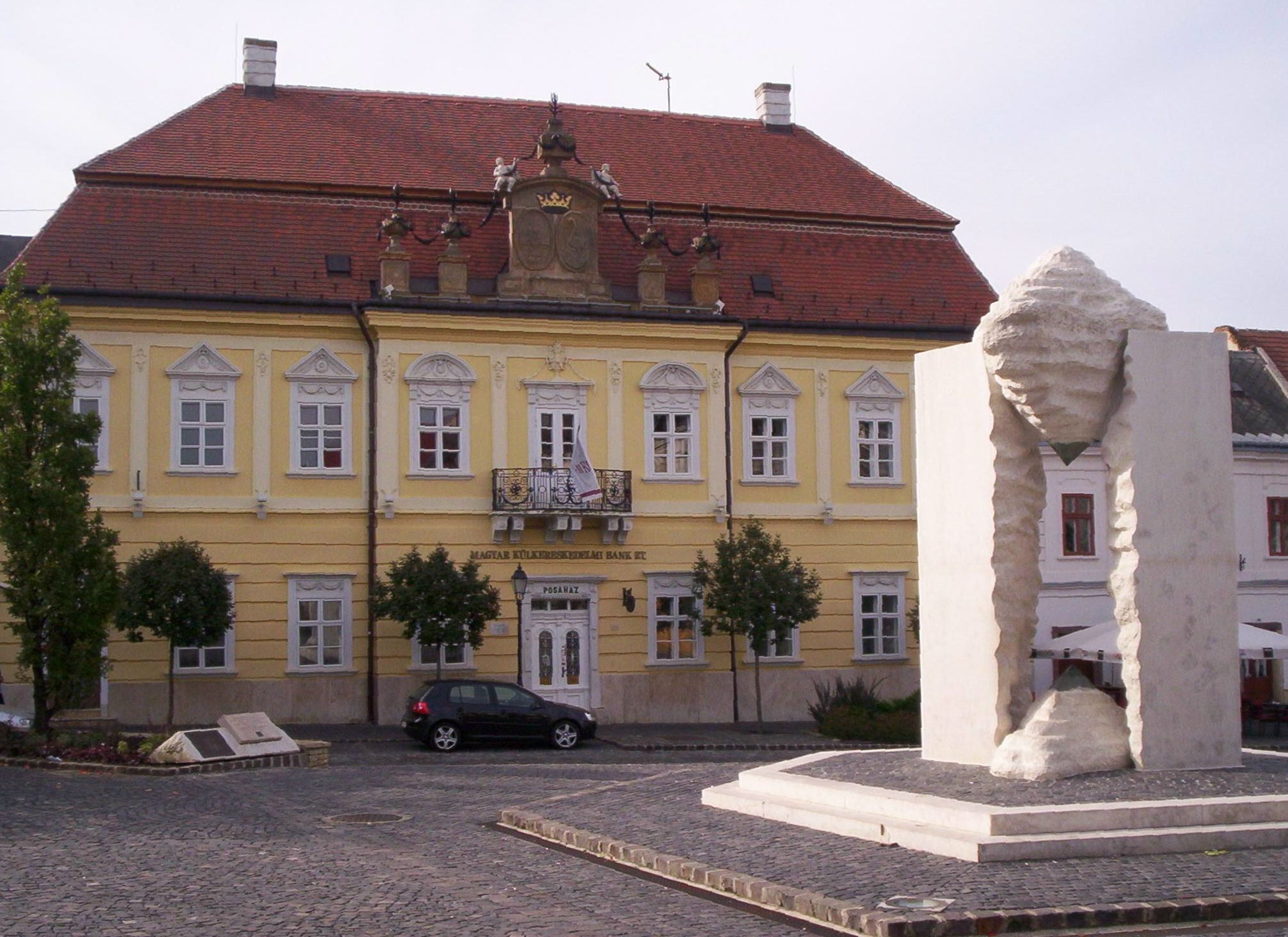
Дом Поза
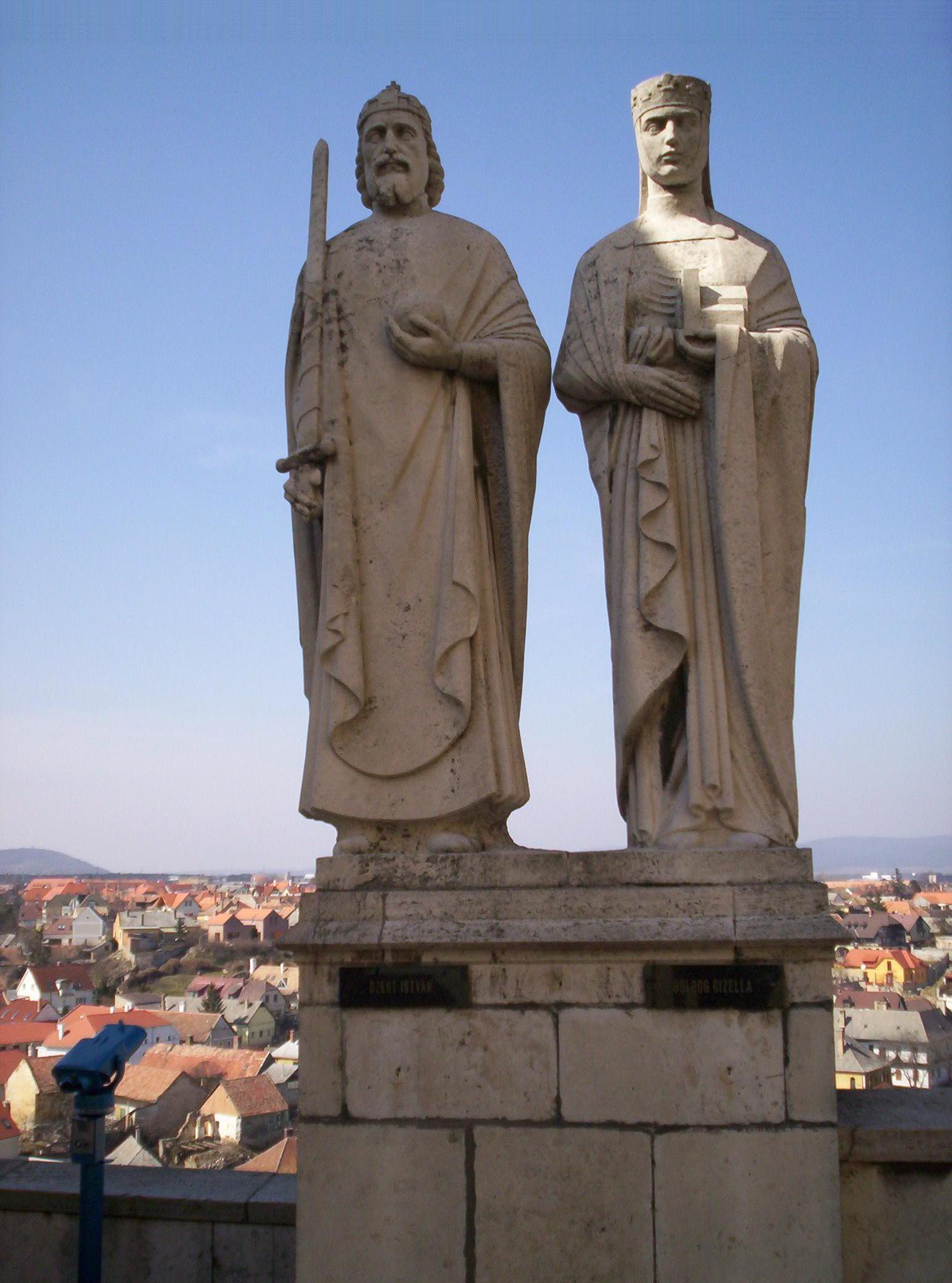
Памятник Иштвану и Гизелле
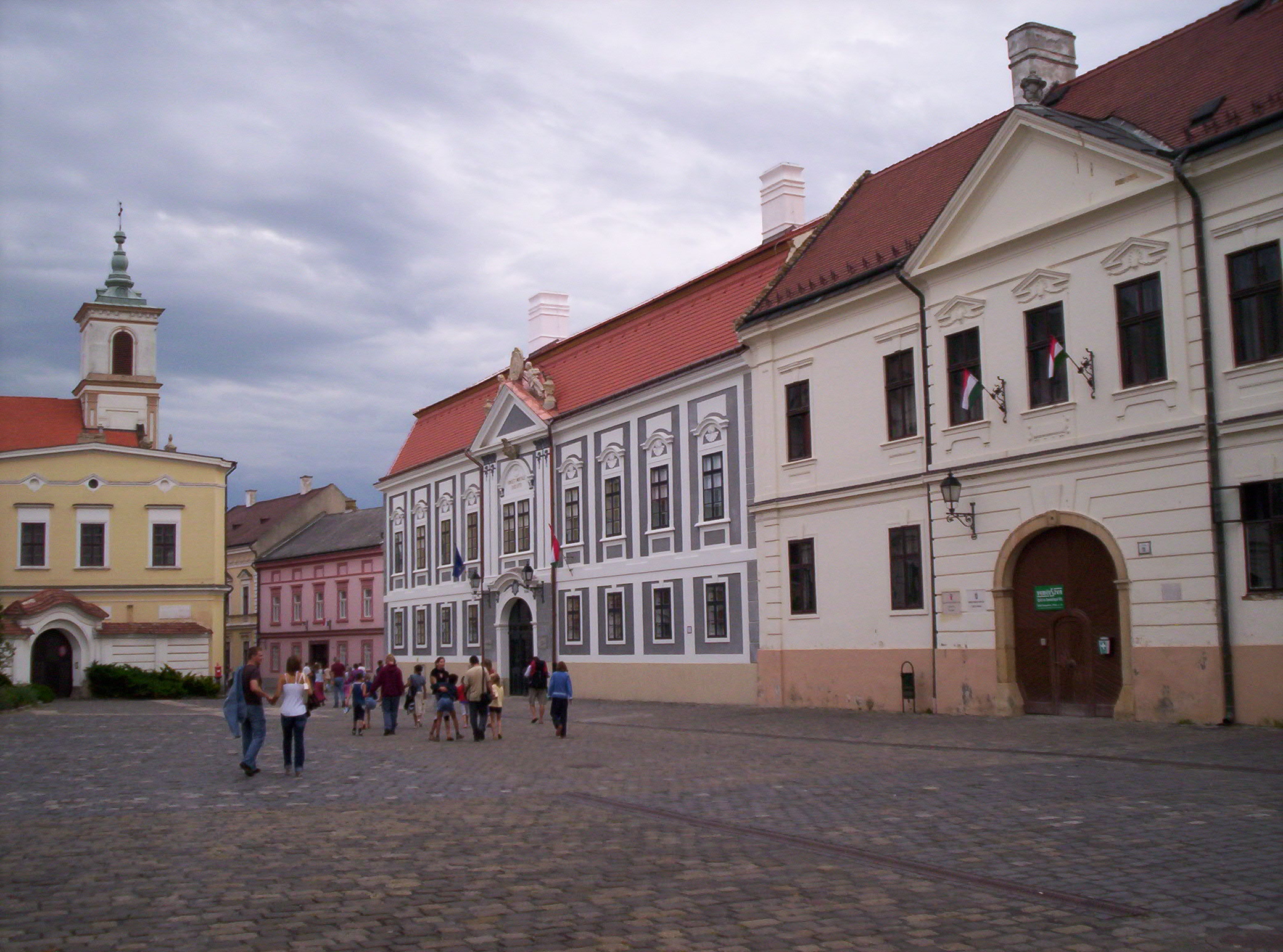
Площадь св. Троицы